# Crisis del escarabajo de la corteza
La crisis del escarabajo de la corteza es una plaga parasitaria epífita causada por escarabajos de la subfamilia Scolytinae en los bosques del noreste de Francia a partir de 2018, y luego más ampliamente en Europa.

## Causas y orígenes

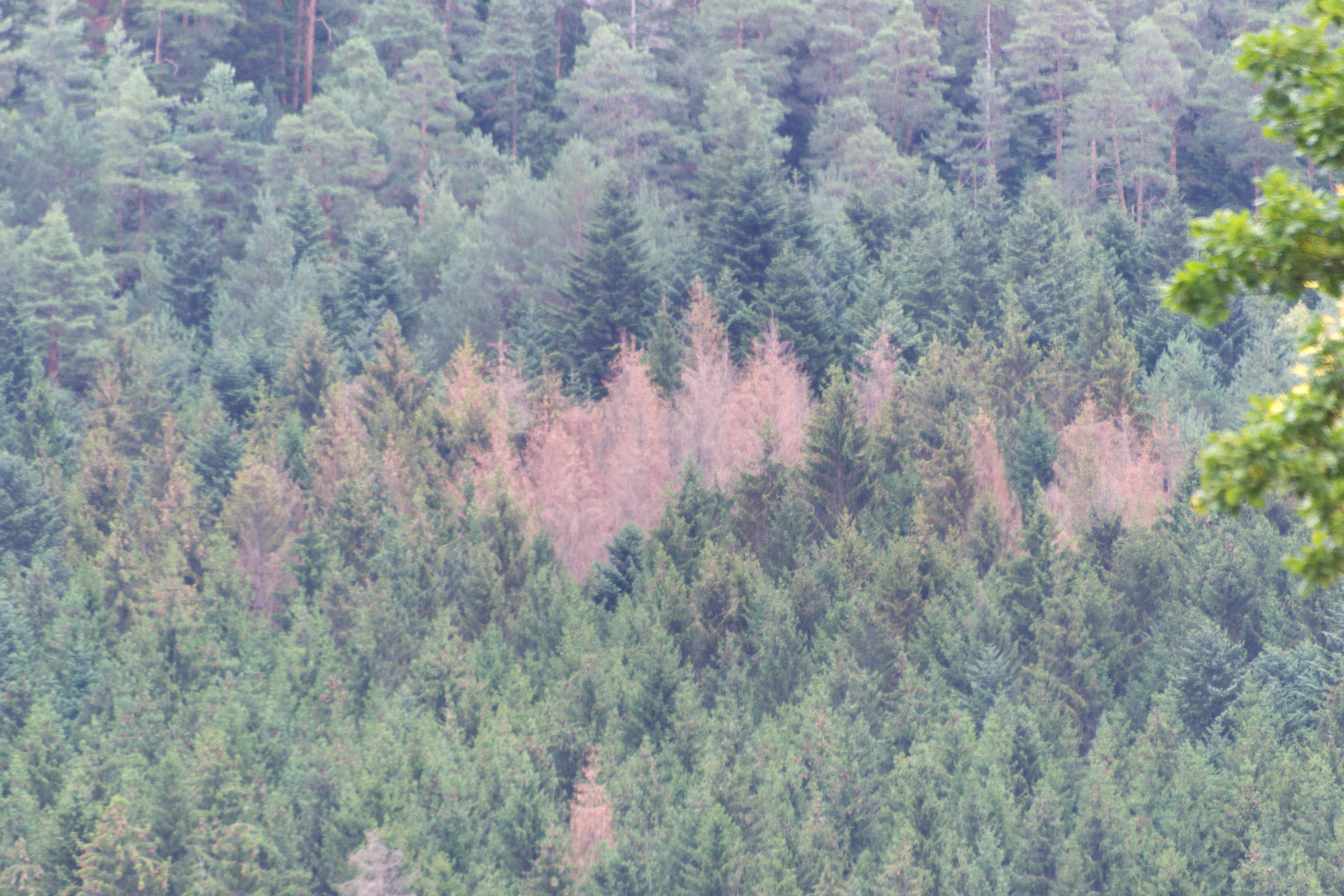
Un grupo de escarabajos de la corteza, formando una típica mancha marrón en el rodal de abetos.

Aunque los inviernos fríos suelen matar suficientes larvas de escarabajos de la corteza para mantener la población a un nivel constante, los inviernos sucesivos de 2018 a 2020 fueron bastante suaves y seguidos de primaveras y veranos cálidos y secos, lo que permitió que los escarabajos de la corteza proliferen. Se culpa al calentamiento global de estas temperaturas inusuales.
El principal escarabajo de la corteza en esta crisis es el escarabajo de la corteza del abeto, que ataca principalmente a los abetos, lo que hace que estas especies sean las más amenazadas por la enfermedad epifítica. El escarabajo de la corteza excava en el cambium. La hembra pone sus huevos bajo la corteza, cortando el flujo de vida (savia) necesario para la supervivencia del árbol.

## Antecedentes
La crisis comenzó en septiembre de 2018 en la región de Gran Este. Después, se extendió principalmente a la región de Borgoña-Franco Condado y luego al departamento de Ain.
En Europa, la crisis afecta a Francia, Alemania, la región valona de Bélgica, Suiza y Europa del Este.
En enero de 2020, la Oficina Nacional de Bosques de Francia estimó que 20 000 hectáreas de bosque habían sido "descortezadas". La evaluación del año siguiente la situó en 30 000 hectáreas. La epidemia de escarabajos de la corteza se extendió entonces a casi todos los bosques de abetos, desde la mitad norte de Francia (Bourgogne-Franche-Comté, Alta Francia, Normandía) hasta Auvernia-Ródano-Alpes.

## Consecuencias económicas
Como los árboles atacados tienen que ser cortados prematuramente y su madera rebajada, durante 2019-2020 se recogió casi siete veces más madera rebajada de lo habitual: el precio de los árboles afectados está, por tanto, bajando, con la excepción del abeto Douglas. Las salidas que aún son posibles son los aserraderos del suroeste de Francia, la madera para energía o la pasta de papel. Sin embargo, donde el precio suele ser de 50 euros por m³, ha bajado a 5 o 10 euros debido a la crisis. Otra opción es exportar la madera fuera de Europa, especialmente a Asia, lo que requiere un tratamiento de la madera.
Al mismo tiempo, la demanda de madera para la construcción es fuerte, mientras que los aserraderos están saturados de madera "descortezada", lo que provoca una escasez y una fuerte subida de los precios de la madera.
En febrero de 2020, la región de Valonia introduciría préstamos sin intereses para los municipios afectados por la crisis, cuyo reembolso no comenzará hasta 2025.

## Consecuencias para el bosque
La epidemia altera el aspecto del bosque debido a la excepcional tala y muerte de los abetos. Las acículas de los árboles afectados por el escarabajo de la corteza cambian de color de verde a marrón y luego desaparecen por completo, mientras que las copas se vuelven anaranjadas.
Según las proyecciones de la Oficina Nacional de Bosques (ONF, acrónimo del francés para L’Office national des forêts), la crisis de los escarabajos de la corteza podría provocar la desaparición de la picea en la llanura oriental francesa de aquí a 2022.